# 苏洼龙水电站
苏洼龙水电站位于西藏芒康县和四川巴塘县交界的金沙江河段苏哇龙乡上游约1km处。是金沙江上游水电13级梯级规划中的第10级。业主华电金沙江上游水电开发有限公司。

## 技术概况
枢纽布置：沥青混凝土心墙堆石坝、左岸发电引水发电系统及左岸地面厂房、右岸溢洪道及右岸泄洪放空洞
- 坝顶高程2480米
- 最大坝高112米
- 正常蓄水位2475m，库容6.74亿m³[1]
- 多年平均径流量938m³/s
- 电站额定水头84m
- 4台水轮发电机组总装机容量1200MW，保证出力306MW
- 多年平均发电量为55亿kWh（梯级联合调度）
- 年利用小时数为4522h（梯级联合调度）

## 历史
中国能建葛洲坝集团一公司承建。工程动态总投资178.9亿元。2015年11月项目获国家发改委核准。2016年4月23日开工建设。2017年11月21日实现大江截流，导流洞可应对20年一遇洪水6180m³/s。2018年5月底完成上下游围堰工程，开始基坑开挖。
2018年10月11日凌晨，距苏洼龙坝址上游224km的西藏江达县波罗乡波公村境内与四川省白玉县金沙乡日西村交界处的金沙江左岸发生山体滑坡，导致金沙江干流断流并形成金沙江白格堰塞湖，预判上游围堰不会漫顶，项目部在上游围堰堰顶抢建2米高的黏土子堰。10月12日17时堰塞湖开始自然溢流；13日上午6时，堰塞体右岸拢口被完全冲开，泄洪量达到最大10000左右立方每秒，堰前水位迅速下降，湖水水位下降20多米，13日14:30退至基流400m³/s。苏洼龙坝址最大入库洪峰流量7800m³/s，超百年一遇；最大出库流量5657m³/s，超十年一遇，堰前水位最高2426.34m，成功抵挡了堰塞湖溃决。2018年11月3日再次发生山体滑坡第二次形成金沙江白格堰塞湖，预判溃决水流最大可能堰前水位比上游围堰堰顶高16.35m，最大过顶流速23m/s远超围堰抗冲流速，决定在上游围堰右岸主河道开挖深33m的泄流槽，破口底高程2399m，在下游围堰开挖泄流槽底高程2387m，对坝基混凝土防渗墙槽孔和四号机组基坑采用碎石保护回填。11月7日至10日历时4天完成应急施工。11月12日10:50堰塞湖泄流槽开始过流，13日18时最大出库流量31000m³/s，11月14日8:30退至基流。苏洼龙坝址最大入库洪峰流量19800m³/s，上游围堰70%被冲毁，下游围堰50%被冲毁，大坝基坑被淤平。
原计划2020年12月首台机组发电。2021年1月31日下闸蓄水。2022年6月23日500千伏送出工程接入四川电网投运。2022年7月16日4号机组开始72小时试运行，2022年7月19日19时正式投产发电。